# Santi Apostoli (Neapel)
Koordinaten: 40° 51′ 16,4″ N, 14° 15′ 37,2″ O
Die Chiesa dei Santi Apostoli (ein den heiligen Aposteln geweihtes Gotteshaus) ist eine Kirche in Neapel, die sich am gleichnamigen Platz (Largo Santi Apostoli) im historischen Stadtzentrum befindet.
Trotz einer unscheinbar wirkenden, schlichten, „ärmlichen“ Fassade, die an das Aussehen einer Bettelordenskirche erinnert, handelt es sich dabei um ein großartiges barockes neapolitanisches Gesamtkunstwerk. Es enthält im Inneren reiche malerische Dekoration in Form eines umfangreichen Freskenzyklus, auf dem die Geschichten der Heiligen Apostel (1638–1646) dargestellt ist. Giovanni Lanfranco, einer der Begründer der hochbarocken Malerei, war der Schöpfer der Fresken.
In der Chiesa dei Santi Apostoli befindet sich außerdem das einzige Werk Francesco Borrominis in Neapel, der Altare Filomarino (1638–1642). Das erste Mal in seinem Leben kann der lombardische Architekt, der bis dahin nur mit Stuck und bescheidenen Materialien arbeitete, seine künstlerische Gewandtheit an Marmor unter Beweis stellen, was er auf die für ihn typische subtile und aristokratische Art löste.

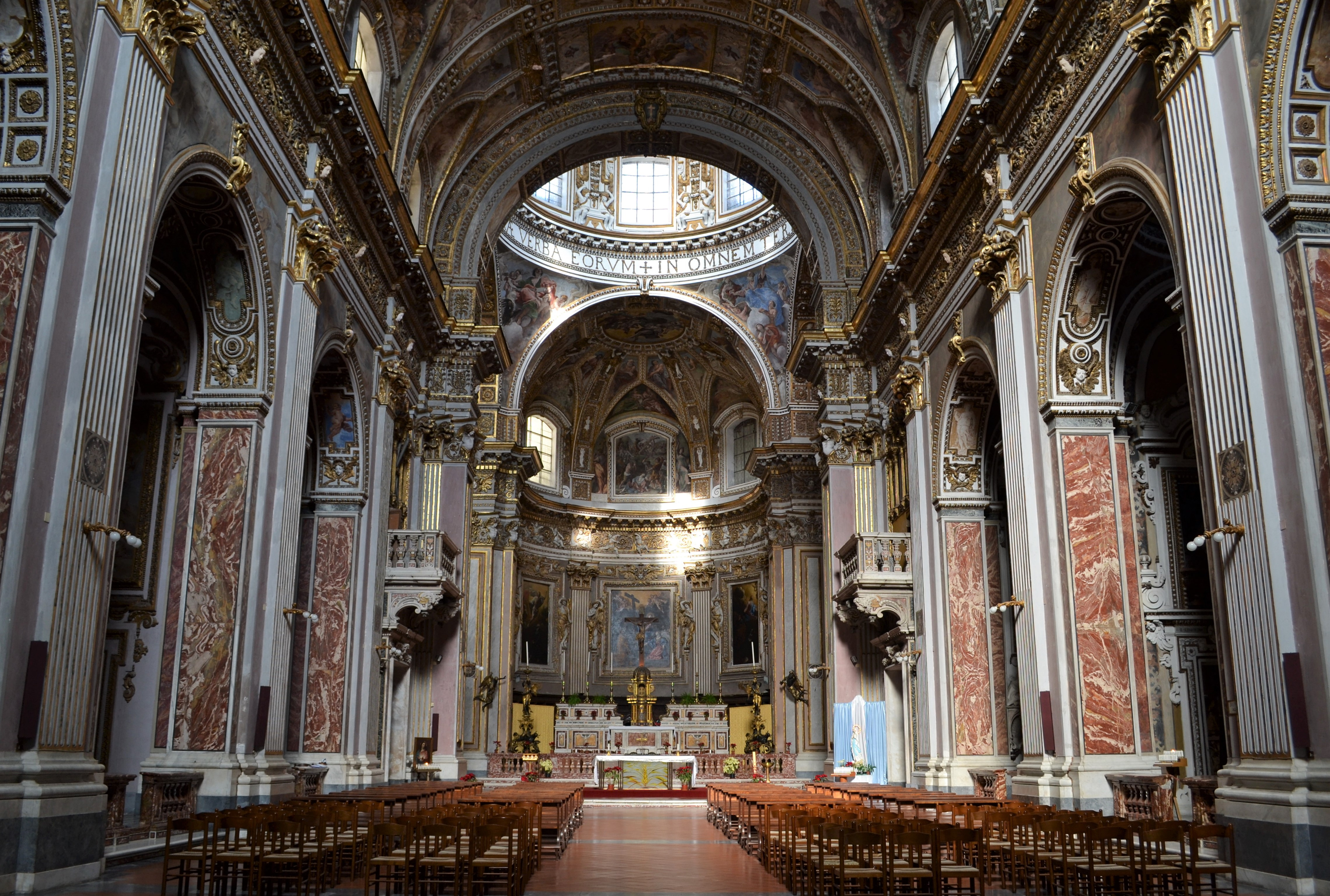
Inneres von Santi Apostoli

## Geschichte
Nach der Überlieferung wurde die Kirche 468 vom Bischof Sotero gegründet, zusammen mit vier weiteren Gotteshäusern (sogenannten „parrocchie maggiori“). In der Antike stand an derselben Stelle möglicherweise ein römischer Tempel, der Merkur gewidmet war.
Die ersten konkreten Informationen über die Kirche finden sich jedoch erst ab 1530, als ihre Leitung in den Händen des Marchese di Vico, Colantonio Caracciolo, lag. In den folgenden Jahren wurde sie an die Theatinermönche übergeben, die ab 1581 für einen Neubau sorgten. Bereits 1590 wurde der Kreuzgang vom Architekten und Bruder Francesco Grimaldi erbaut.

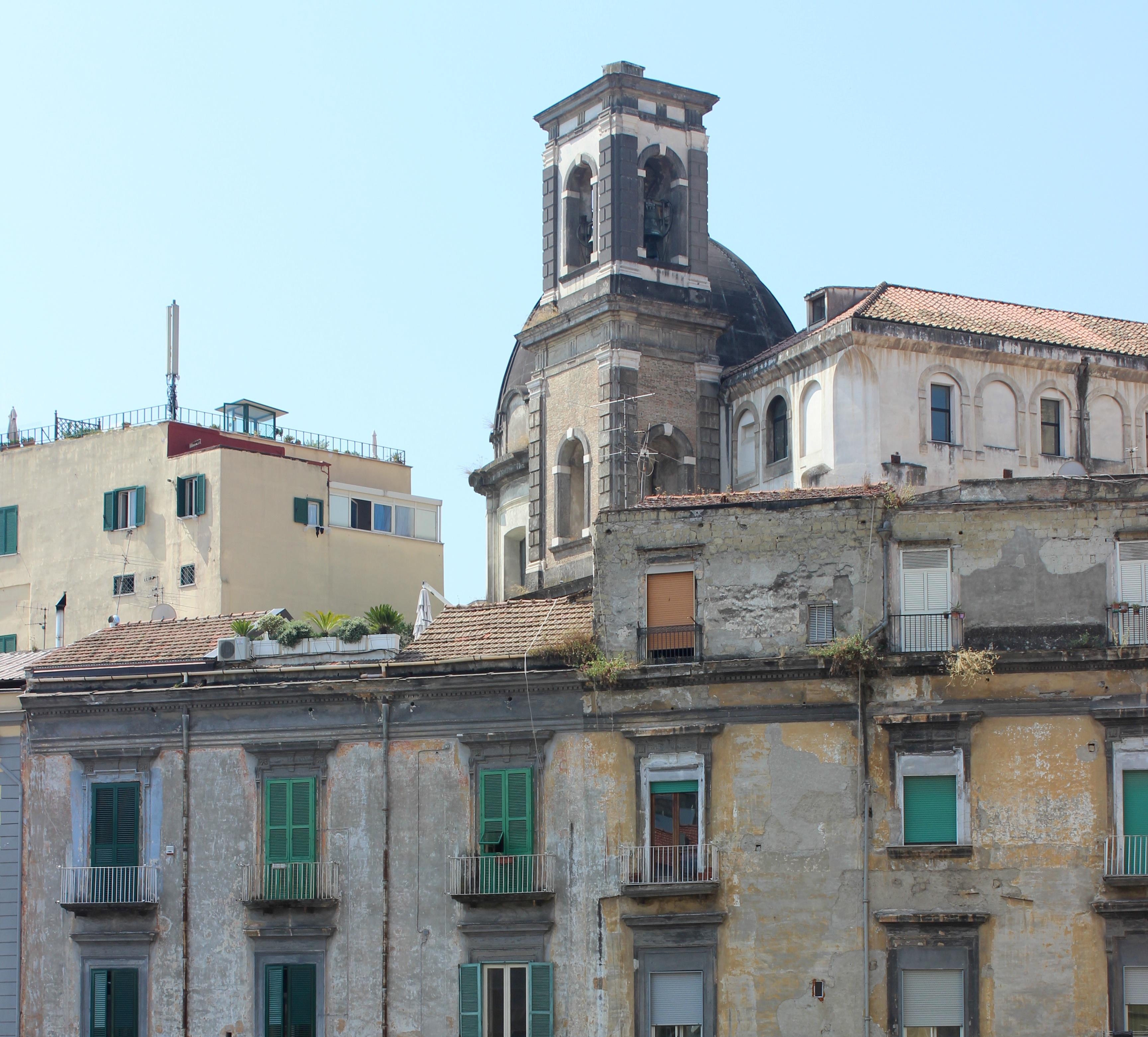
Campanile von Bartolomeo Picchiatti gesehen vom Largo San Giovanni a Carbonara

Der Wiederaufbau der Kirche begann um 1611 und lag anfangs noch in den Händen Grimaldis. Nach dessen Tod im August 1613 folgte der Architekt Giovan Giacomo Di Conforto, der den ursprünglichen Plan der Kirche modifizierte, indem er die Kapellen vergrößerte und den Chor verkürzte; diese Arbeiten wurden 1626 abgeschlossen.
1638 erbaute Bartolomeo Picchiatti den Glockenturm, und 1647 wurde die Kapelle Filomarino mit dem Altar von Francesco Borromini eingeweiht, der bereits zehn Jahre zuvor in Rom begonnen worden war. Das Erdbeben von 1688 zerstörte einen Teil des Klosters, und 1758 wurde der Anlage ein neuer Flügel hinzugefügt.
Nach der Unterdrückung des Theatinerordens durch Joachim Murat 1809 wurde das Kloster als Kaserne genutzt, bis Ferdinand IV. es 1821 den Jesuiten anvertrauen wollte – da der Orden unterdrückt wurde, geschah dies jedoch nicht. Stattdessen konnten die Theatiner ihre Kirche wieder erlangen, die einige Jahre später von der Kirche Santa Maria Vertecoeli verwaltet wurde.
Ab 1870 wurde das Kloster etwa ein Jahrhundert lang als Tabakfabrik genutzt.
Während des Erdbebens von Irpinia 1980 wurde die zweifarbige Majolika-Verkleidung der Kuppel beschädigt und nie wiederhergestellt. Nach einer sorgfältigen und langen Restaurierung ist der Klosterkomplex heute Sitz der Staatlichen Kunstschule von Neapel, des Liceo Artistico Statale “Santissimi Apostoli”.

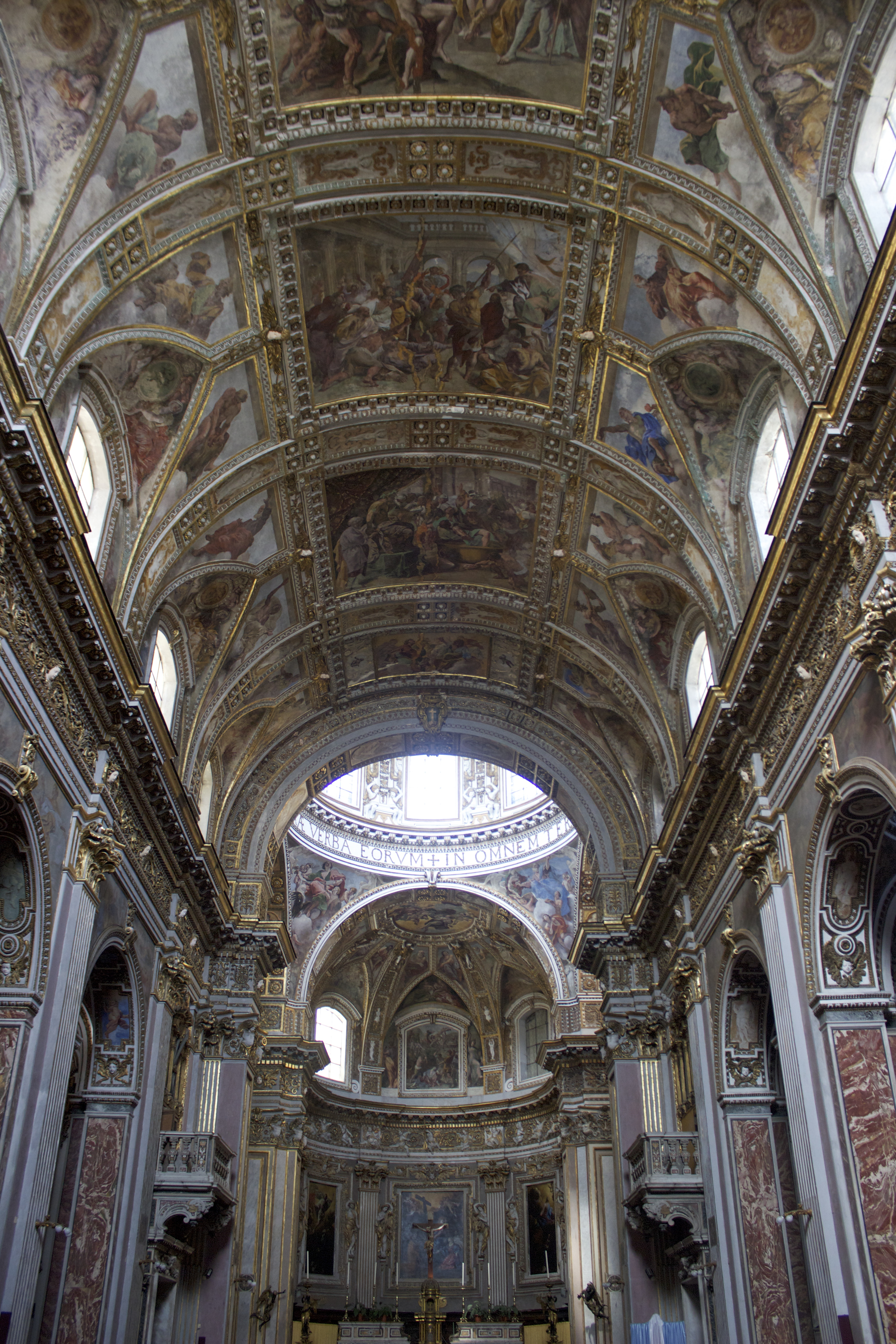
Deckenfresken von Giovanni Lanfranco im Hauptschiff

## Das Innere

### Hauptschiff und Apsis
Das Innere der Kirche basiert auf der Form eines lateinischen Kreuzes, mit einem einzigen Kirchenschiff, das von einem Tonnengewölbe bedeckt ist.
Fast die gesamte Freskendekoration stammt von Giovanni Lanfranco, der die Eingangsfassade, die Gewölbe im Hauptschiff, im Querschiff und in der Apsis, sowie den oberen Bereich der Stirnwände im Querschiff von 1638 bis 1646 mit dem großen Zyklus Geschichten der Heiligen Apostel ausschmückte.

Im Gewölbe des Kirchenschiffes, innerhalb eines umrahmenden Dekors aus goldenem Stuck, stellte er die Martyrien der heiligen Thomas, Bartholomäus, Matthäus und Johannes der Evangelist dar, in der Apsis folgt die Verklärung der Apostel; in den Lünetten der Fenster und darüber Propheten und Patriarchen, ebenfalls von Lanfranco. An der Eingangsfassade malte er ein probatisches Wasserbecken innerhalb einer illusionistischen Tempel-Architektur von Viviano Codazzi; darüber in der Fensterzone die Martyrien der Apostel Simon und Judas, wiederum von Lanfranco.
Die Bögen der Seitenkapellen wurden 1693 von Francesco Solimena freskiert, das Kuppelfresko mit dem Paradies malte 1680 Giovanni Battista Beinaschi, in den Zwickeln der Kuppel die vier Evangelisten von Lanfranco. Der Stuckdekor stammt von Dionisio Lazzari.

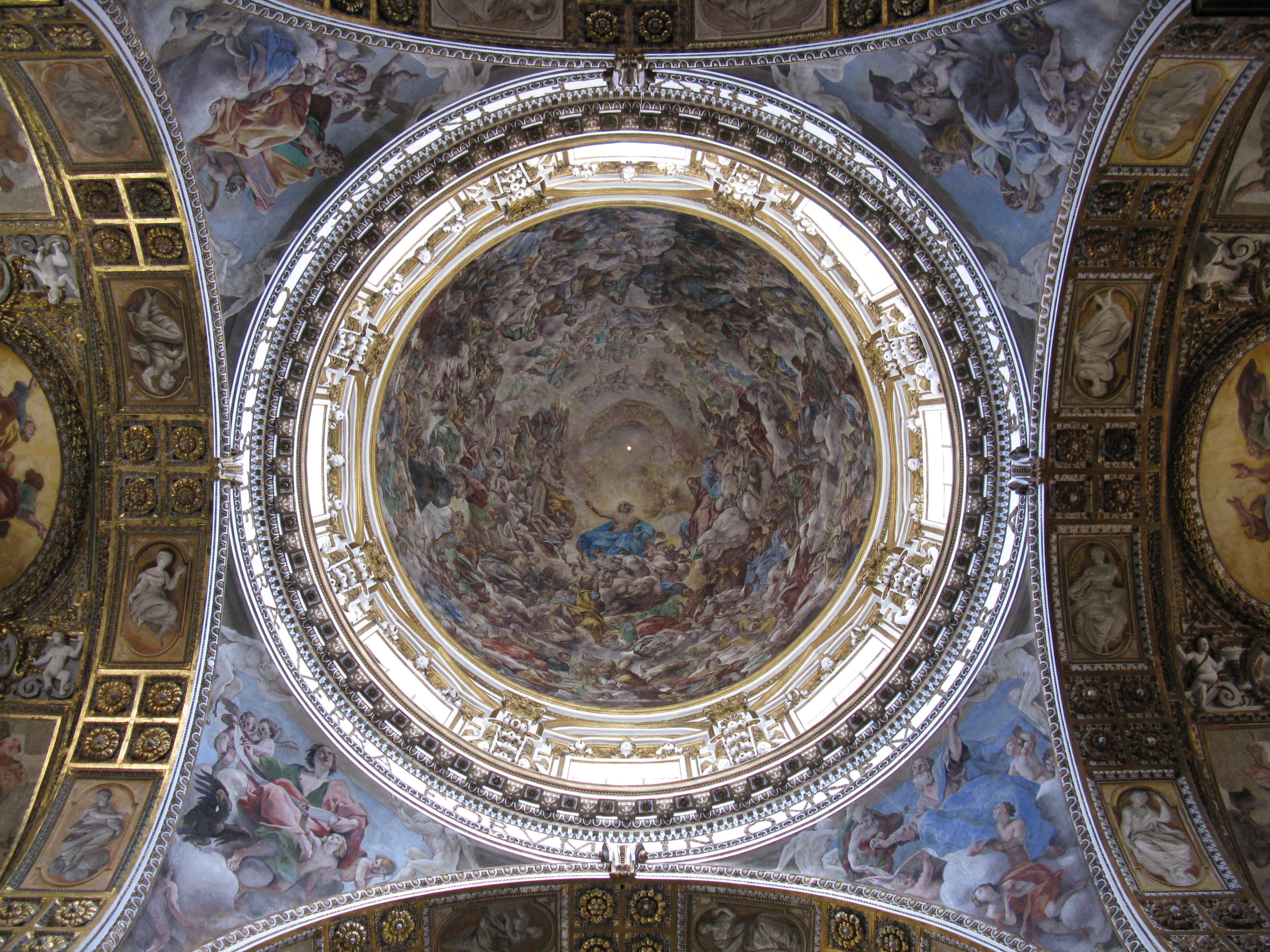
Die Kuppel von Santi Apostoli, Neapel. Fresken von Beinaschi und Lanfranco

1751 entwarf Ferdinando Fuga den Hochaltar, der jedoch um 1836 in die Basilika San Francesco di Paola verlegt wurde und durch den Altar der abgerissenen Kirche Santo Spirito di Palazzo ersetzt wurde. Auf beiden Seiten des Hochaltars befinden sich zwei bronzene Kerzenleuchter von Andrea Bolgi aus dem Jahr 1653, der auch die beiden Leuchter in Form kerzenhaltender Engel schuf. Das Ziborium aus Halbedelsteinen und Metall über dem Altar stammt aus der zweiten Hälfte des 17. Jahrhunderts, das holzgeschnitzte Chorgestühl von Antonino da Sorrento.
Die malerische Dekoration – sowohl Altargemälde, als auch die Fresken – der halbkreisförmigen Apsis schuf wiederum Lanfranco: In der Mitte des Gewölbes die Verklärung der heiligen Philippus und Jakobus, umgeben von den zehn übrigen Aposteln in den umgebenden Segmenten. Etwas weiter unten im rechteckigen Rahmen zwischen den beiden Fenstern in der Mitte der Stirnwand ist das Martyrium der Heiligen Philippus und Jakobus dargestellt.

### Seitenkapellen

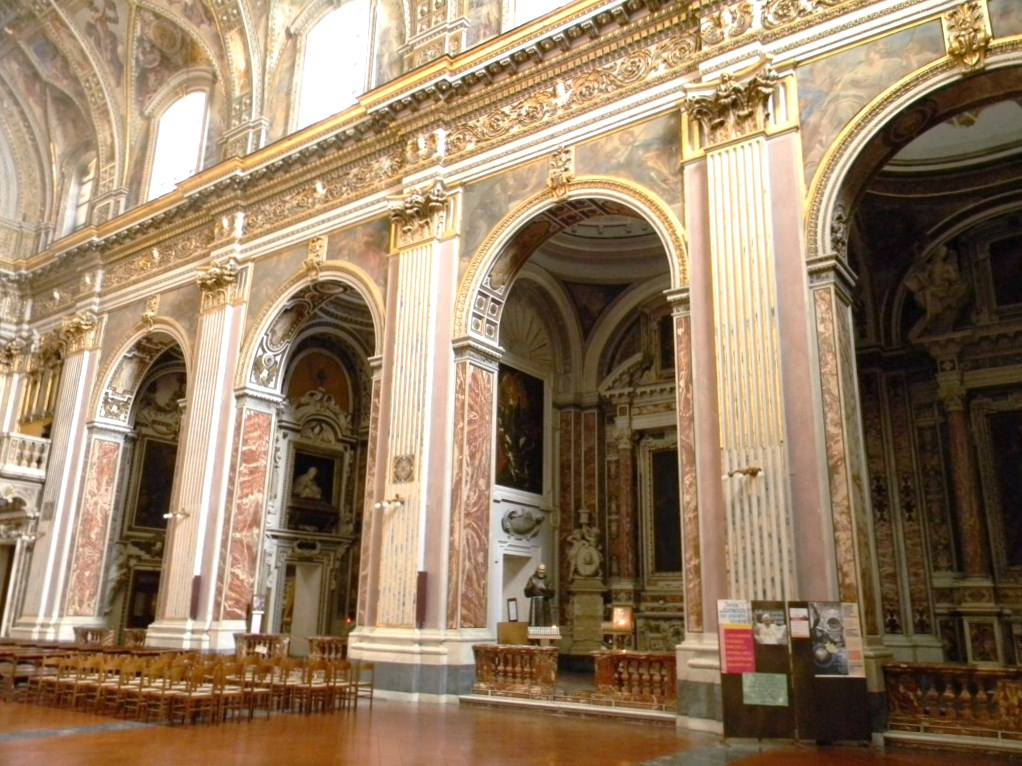
Blick zu den rechten Seitenkapellen

Auf jeder Seite des Kirchenschiffs befinden sich vier Seitenkapellen, die jeweils von kleinen elliptischen Kuppeln und einer halbkreisförmigen Apsis überragt werden. In der dritten Kapelle rechts ist der Seiteneingang zur Kirche. 

Die Seitenkapellen sind geschmückt mit Fresken und Gemälden von Francesco De Mura, Domenico Fiasella, Giacomo del Pò, Agostino Beltrano, Giacomo Farelli, Marco da Siena, Giovanni Battista Beinaschi. Nicola Malinconico, Giuseppe Sammartino und Paolo De Matteis. Skulpturen und Grabmäler schufen Giuliano Finelli, Bartolomeo Mori und Simone Tacca.

### Krypta
Die Krypta schließlich, die etwa die gleiche Größe wie die Kirche hat, aber in die entgegengesetzte Richtung ausgerichtet ist, also mit der Apsis am Eingang, stammt aus dem Jahr 1636 und wurde einst als Friedhof genutzt. Sie hat drei Schiffe und zwei Säulenreihen mit einem Hochaltar und vier Seitenkapellen und wurde von Belisario Corenzio mit Geschichten des Alten Testaments freskiert.
Der berühmte Dichter Giambattista Marino wurde hier begraben.

### Querschiff

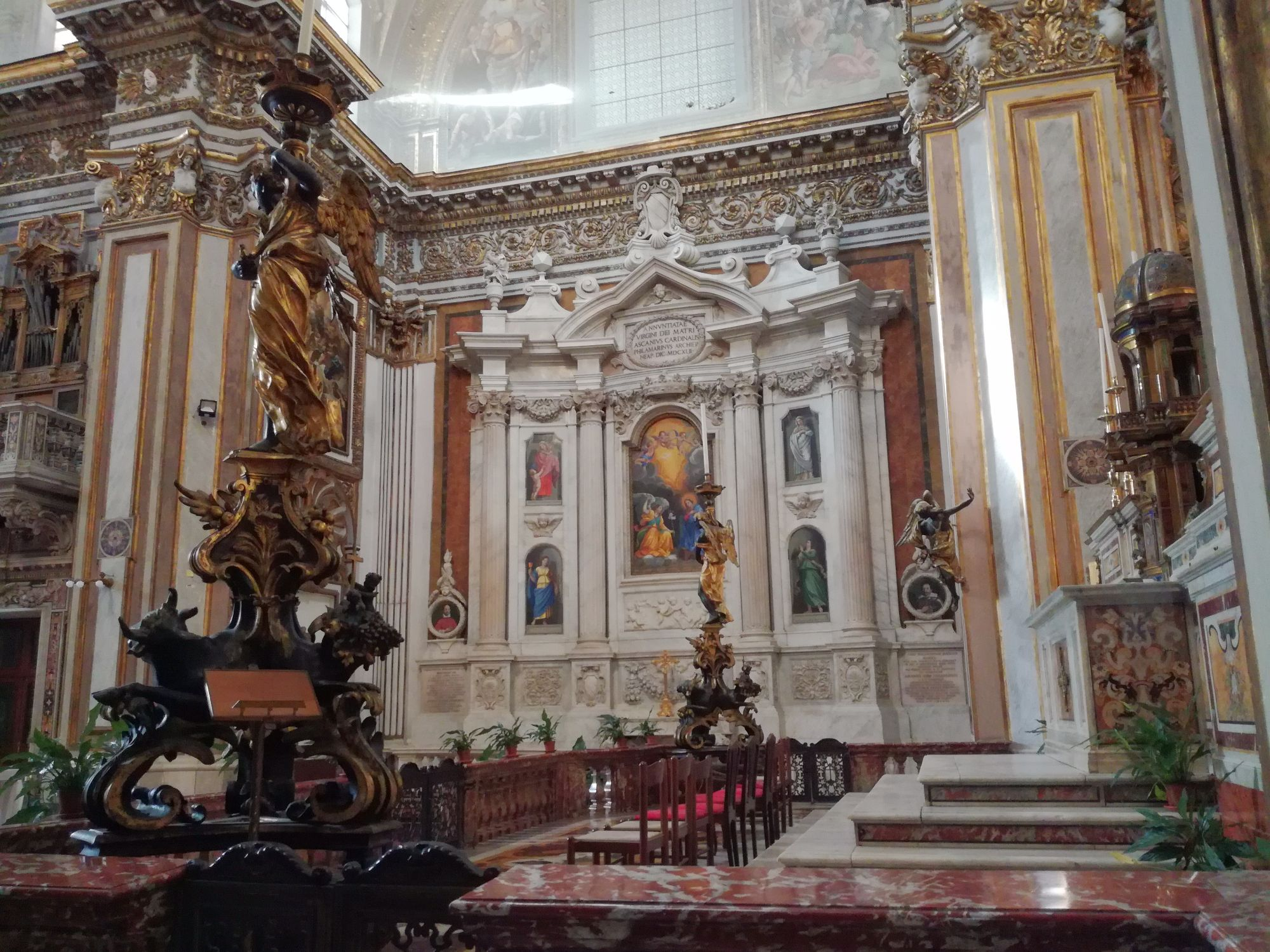
Blick ins linke Querschiff mit dem Filomarino-Altar von Borromini

Im Querschiff befinden sich zwei prächtige Marmoraltäre an den Hauptwänden: Links das einzige neapolitanische Werk von Francesco Borromini: der Filomarino-Altar, benannt nach dem Auftraggeber Kardinal Ascanio Filomarino. Er ist der Verkündigung gewidmet und besteht aus weißem Marmor. Er wurde ab 1638 hauptsächlich in Rom geschaffen und 1647 in Neapel fertiggestellt, unter Mitwirkung verschiedener anderer Künstler: Giuliano Finelli (Balustrade und zwei Löwen), Giulio Mencaglia (Medaillon und Opfer des Isaak, 1646), François Duquesnoy (Fries mit Putten, 1639), Andrea Bolgi (Köpfe von Cherubim und Obstkorb); die Mosaiken der Verkündigung und Tugenden sind von Giovan Battista Calandra (nach Gemälden von Guido Reni in der Kapelle des Quirinals in Rom), und ebenso die Porträts der Kardinäle Ascanio und Scipione Filomarino in den Seitenmedaillons (die auf Gemälde von Pietro da Cortona und Valentin de Boulogne zurückgehen).
Im Gewölbe und neben den Fenstern über dem Altar malte Lanfranco die Martyrien der Heiligen Petrus und Paulus.
Der große Pignatelli-Altar im rechten Querschiff wurde nach dem Vorbild des Filomarino-Altares etwa zwischen 1713 und 1723 von Ferdinando Sanfelice geschaffen, und ist Maria Immaculata gewidmet ist. Auch an ihm wirkten einige andere Künstler mit: Matteo Bottiglieri (Engelschor), Francesco Solimena (Kardinalstugenden an den Seiten), und Bartolomeo Granucci (vergoldete Bronzen und Seitenmedaillons von San Gaetano und Sant’Andrea d’Avellino). In der Mitte befindet sich eine Unbefleckte Empfängnis vom Ende des 16. Jahrhunderts.
Lanfranco malte wieder die Szenen mit den Martyrien der Heiligen Andreas und Jakobus dem Älteren im Gewölbe und neben den Fenstern.
An den Seitenwänden des Querschiffs schuf außerdem Luca Giordano um 1692 mehrere Gemälde mit der Geburt Mariens und der Geburt Jesu auf der rechten Seite, und der Darstellung im Tempel und dem Traum des heiligen Josef auf der linken Seite.

### Sakristei
Der Eingang zur Sakristei, die als eine der bedeutendsten in neapolitanischen Kirchen gilt, befindet sich an der Ecke des linken Querhauses. Sie wurde 1626 erbaut und anschließend nach einem Entwurf von Ferdinando Sanfelice restauriert. Sie besteht aus einer kleinen achteckigen Kapelle und ist mit Fresken von Nicola Malinconico geschmückt: Mariä Himmelfahrt, das Opfer des Aaron, der Triumph der Judith und das Urteil des Jakob. Den Chor gestaltete 1640 Francesco Montella. Sie enthält außerdem barockes Mobiliar, liturgische Gewänder, und eine historische Orgel aus dem 18. Jahrhundert von Felice Cimmino, sowie eine Büste von Gennaro Filomarino, ein Werk von Gaetano Finelli aus dem Jahr 1649.

### Kreuzgang
Der sehenswerte Kreuzgang befindet sich im zur Kirche gehörenden Kloster der Heiligen Apostel (convento dei Santi Apostoli), das Ende des 16. Jahrhunderts vom gleichen Architekten Francesco Grimaldi erbaut wurde und in dem sich heute die Staatliche Kunstschule von Neapel, das Liceo Artistico Statale “Santissimi Apostoli”, befindet.

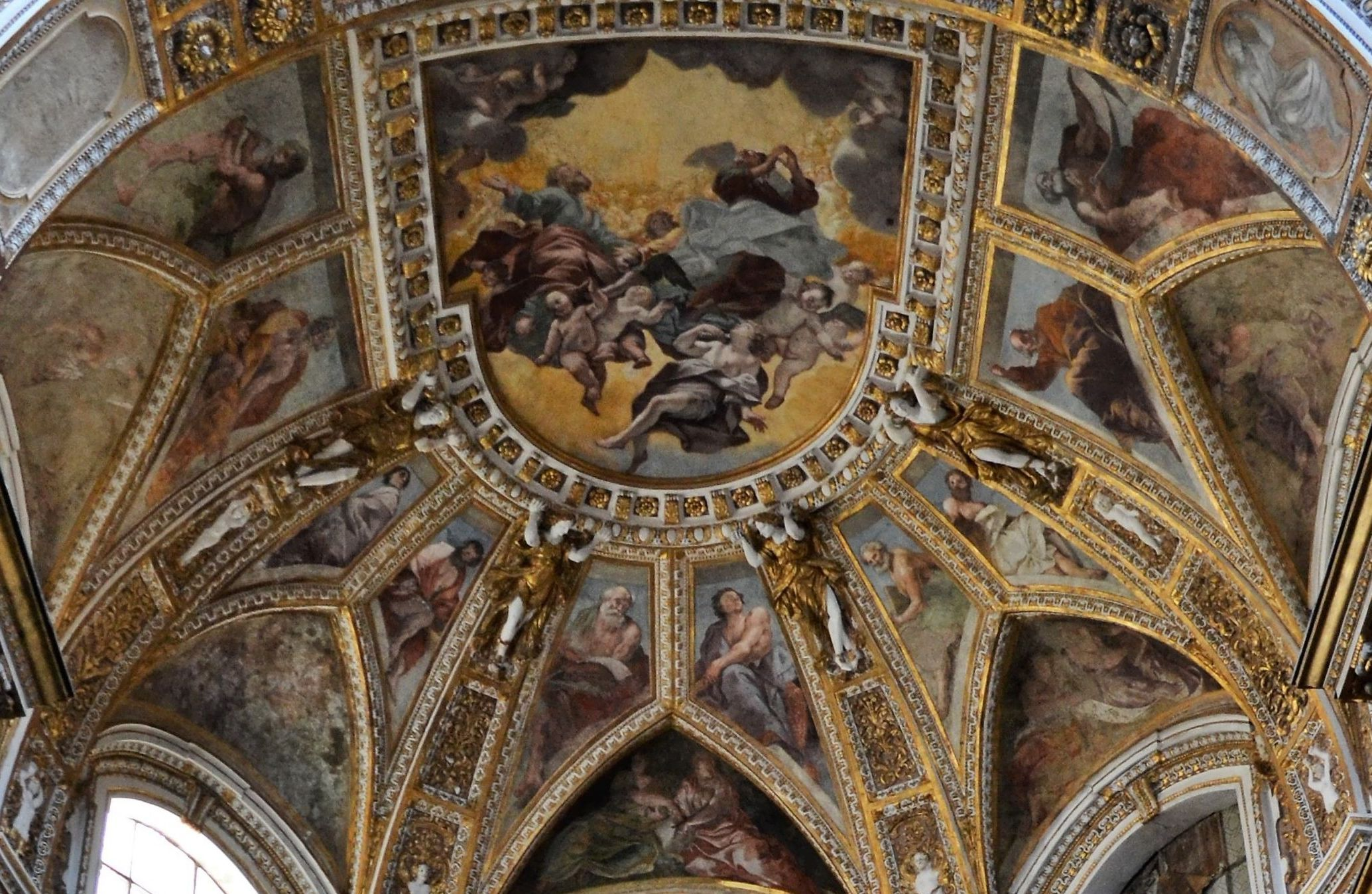
Verklärung der heiligen Philippus und Jakobus[1] mit weiteren zehn Aposteln von Lanfranco im Gewölbe der Apsis